# 粉毛猕猴桃
粉毛猕猴桃（学名：Actinidia farinosa）是猕猴桃科猕猴桃属的植物，是中国的特有植物。分布在中国大陆的广西等地，生长于海拔1,000米至1,400米的地区，多生在林中，目前尚未由人工引种栽培。